# Дампьер-э-Фле
Дампье́р-э-Фле (фр. Dampierre-et-Flée) — коммуна во Франции, находится в регионе Бургундия. Департамент коммуны — Кот-д’Ор. Входит в состав кантона Фонтен-Франсез. Округ коммуны — Дижон.
Код INSEE коммуны — 21225.

## Население
Население коммуны на 2010 год составляло 122 человека.
| 1962 | 1968 | 1975 | 1982 | 1990 | 1999 | 2010 |
| ---- | ---- | ---- | ---- | ---- | ---- | ---- |
| 113  | 107  | 85   | 94   | 110  | 102  | 122  |

## Экономика
В 2010 году среди 78 человек трудоспособного возраста (15—64 лет) 58 были экономически активными, 20 — неактивными (показатель активности — 74,4 %, в 1999 году было 67,2 %). Из 58 активных жителей работали 53 человека (27 мужчин и 26 женщин), безработных было 5 (3 мужчин и 2 женщины). Среди 20 неактивных 4 человека были учениками или студентами, 7 — пенсионерами, 9 были неактивными по другим причинам.